# Клошетт
Клошетт или Клошет (фр. Clochette — колокольчик) — французский сыр из козьего молока, получивший наименование благодаря своей форме в виде колокольчика.

## Изготовление
Клошетт производится «GAEC Jouseaume» в Пуату-Шаранта, эта местность также является родиной и другого козьего сыра — Шабишу-дю-Пуату. Этот сыр производится с весны и до осени из козьего молока, срок хранения готового сыра составляет 45 дней. Выдерживается в течение двух—трёх недель.

## Описание
Головки сыра имеют форму колокольчика с диаметром основания 8—9 сантиметров, высотой 9-10 сантиметров и весом 225—250 грамм. Сыр покрыт сухой и жесткой коркой из природной плесени и древесной золы, под которой находится мягкая плотная, густая и бархатистая мякоть ванильного цвета c однородной структурой.
Сыр обладает острым и солоноватым интенсивным вкусом, а также ароматом свежего сена, плесени, хлеба и козьего молока, которые появляются благодаря формам и погребам, в которых он изготавливается. Также обладает длительным послевкусием.
Употребляется в качестве самостоятельного блюда, сочетается с оливками, орехами и бургундскими винами. Перед употреблением Клошет обычно нагревают до комнатной температуры.